# Джегер, Том
Томас Майкл Джегер (англ. Thomas Michael Jager; род. 6 октября 1964 года в Ист-Сент-Луисе, США) — американский пловец, пятикратный олимпийский чемпион, четырёхкратный чемпион мира, экс-рекордсмен мира. Джегер в своей карьере установил 6 рекордов на 50 м в вольном стиле по плаванию. Его рекорд держался больше десяти лет с августа 1989 года до июня 2000.

## Спортивная карьера
Джегер учился в Калифорнийском университете в Лос-Анджелесе и участвовал в студенческой лиге от имени команды по плаванию университета УКЛА Брюинс с 1983 до 1985 годов. Первым тренером Джегера был Рон Баллетор. В эти годы Джегер выиграл национальные студенческие чемпионаты на 100 м вольным стилем (1983, 1984), на 50 м вольным стилем (1984, 1985) и на 100 м на спине (1985). В 1984 году Джегер получил приз пловец года от Тихоокеанской конференции по плаванию.
Он также был 11-кратным победителем в открытом чемпионате США.
Джегер выиграл семь олимпийских медалей в составе сборной США. Джегер выиграл пять золотых медалей на эстафете вольным стилем, серебряную медаль на 50 м вольным стилем в 1988 году и бронзовую медаль на 50 м вольным стилем в 1992 году.
На чемпионатах мира Джегер выиграл две золотые медали на 50 м вольным стилем в 1986 и 1991 годах. Он также выиграл золотые медали на 50 м вольным стилем на Тихоокеанских играх 1989 и 1991 годов.
Джегер в 2001 году вошёл Международный зал славы по плаванию.

## Тренерская карьера
В 2004 году Джегер стал главным тренером женской команды по плаванию Айдахо Вандалс университета Айдахо. Он также был главным тренером команды по плаванию Вашингтон Стейт Кугарс университета штата Вашингтон.

## Семья
Том является самым младшим из семьи пловцов. Его старшая сестра Дайан закончила стипендия пловчихи в университете Айовы и была признана как всеамериканская пловчиха. Брат Джегера Билл окончил среднюю школу и поступил в университет Иллинойса на стипендию пловца. Все три родных брата Джегера продолжили работать тренерами по плаванию.
Два сына Тома, Уайетт (родился 1996 году) и Кай (родился 1999 году) поступили в клуб плавания Голд Медал.